# Trattato di Golestan

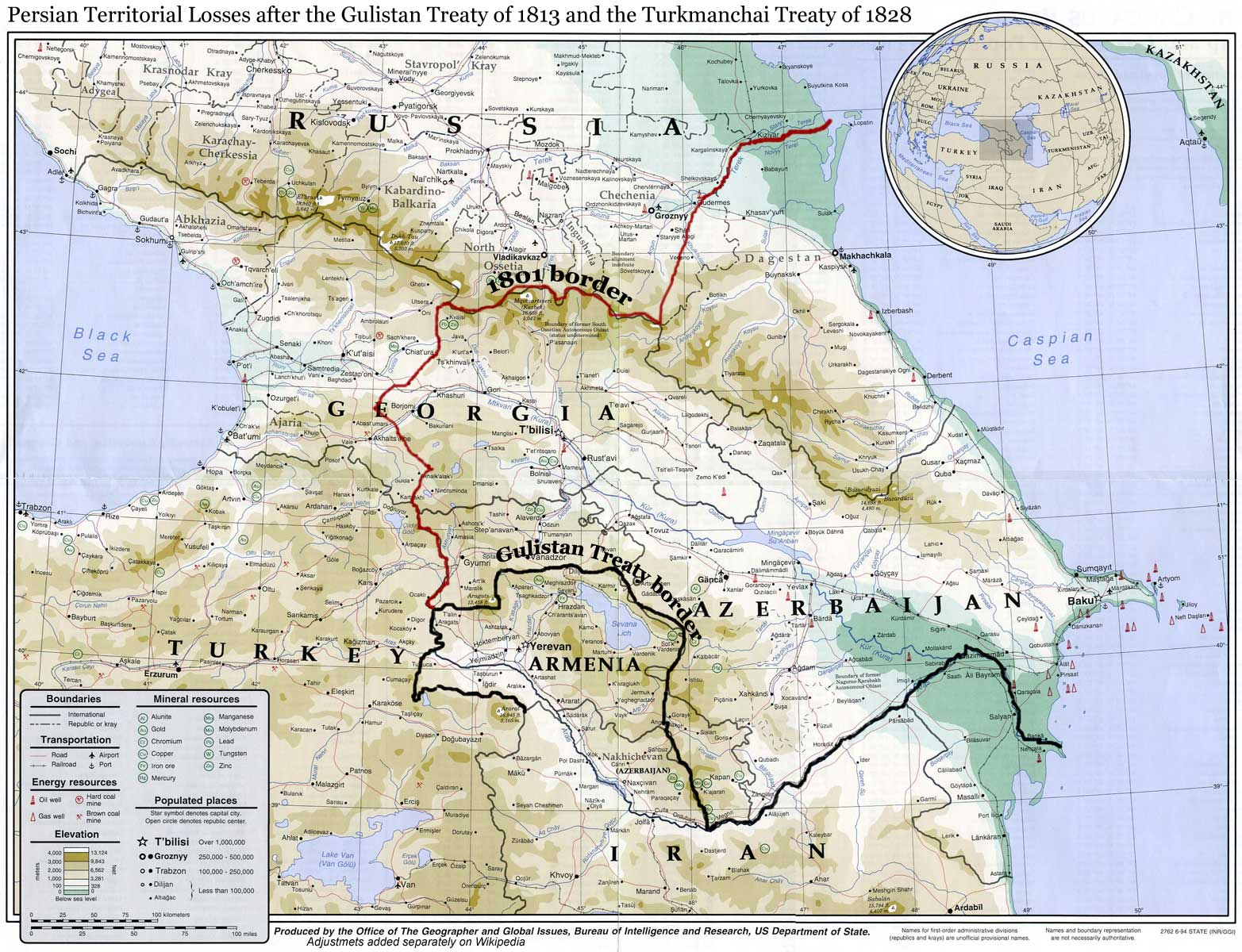
Modifiche territoriali intervenute a seguito del trattato di Golestan

Il trattato di Golestan (spesso citato anche come Gulistan, Gulestan, e Golistan) fu un trattato di pace stipulato tra l'Impero russo e l'Impero persiano (dinastia Qajar), firmato il 24 ottobre 1813 nel villaggio di Golestan, nel Karabakh alla fine della guerra russo-persiana del 1804-1813.
Il trattato, composto di 11 articoli, venne stilato da sir Gore Ouseley (originario del Regno Unito) in veste di mediatore e da Haji Mirza Abol Hasan Khan per la Persia.

## Contenuto
Secondo il trattato:
1. l'Impero persiano perdeva tutti i suoi territori situati a nord del fiume Aras e riconosceva l'autorità della Russia su detti territori. Questi comprendevano:
  1. tutte le città e i villaggi del Daghestan;
  2. tutte le città e i villaggi della Georgia, comprese tutte le città e i villaggi sulla costa del Mar Nero;
  3. la Mingrelia;
  4. l'Abcasia;
  5. la Guria;
  6. il Khanato di Baku;
  7. Derbent;
  8. il Khanato di Shirvan;
  9. il Khanato del Karabakh;
  10. il khanato di Ganja;
  11. il Khanato di Shaki;
  12. Mughan;
  13. il Khanato taliscio;
2. l'Iran perdeva il diritto di navigare sul mar Caspio e alla Russia veniva concesso il diritto esclusivo di mantenere una flotta militare sul Caspio;
3. i due paesi firmarono il trattato per un accordo di libero scambio e i russi ebbero l'opportunità di fare affari ovunque in Iran;
4. La Russia prometteva, in cambio, di sostenere Abbas Mirza come erede al trono persiano dopo la morte di Fath Ali Shah (evento che non si poté realizzare, in quanto il figlio morì prima del padre).

L'Iran considera ufficialmente questo trattato e il seguente (trattato di Turkmenchay) come i trattati più umilianti che abbia mai firmato.